# Florianópolis Challenger
Il Florianópolis Challenger, noto anche come Dove Men+Care Challenger Florianópolis per ragioni di sponsorizzazione, è stato un torneo di tennis professionistico che si è tenuta a Florianópolis in Brasile nel solo 2021. L'evento faceva parte dell'ATP Challenger Tour nella categoria Challenger 80 con un montepremi di 52 080 $ e si giocava sui campi in terra rossa del Lagoa Iate Clube. Ha preso il nome Dove Men+Care Challenger in quanto era stato inserito nel nuovo circuito Legión Sudamericana, creato per aiutare lo sviluppo professionale dei tennisti sudamericani.

## Albo d'oro

### Singolare
| Anno | Campione       | Finalista    | Punteggio |
| ---- | -------------- | ------------ | --------- |
| 2021 | Igor Marcondes | Hugo Dellien | 6–2, 6–4  |

### Doppio
| Anno | Campioni                           | Finalisti                  | Punteggio |
| ---- | ---------------------------------- | -------------------------- | --------- |
| 2021 | Nicolás Barrientos Alejandro Gómez | Rafael Matos Martín Cuevas | 6–3, 6–3  |